# Rosopaella nigroscuta
Rosopaella nigroscuta är en insektsart som beskrevs av Webb 1983. Rosopaella nigroscuta ingår i släktet Rosopaella och familjen dvärgstritar. Inga underarter finns listade i Catalogue of Life.